# Schistolais leontica
Schistolais leontica là một loài chim trong họ Cisticolidae.